# Joke Janssen
Joke Janssen (Sittard, 1974) is een Nederlands schrijfster.

## Biografie
Nadat Janssen in 1993 haar vwo-B voltooid had, studeerde zij sociologie in Tilburg. Vier jaar later studeerde zij cum laude af, met een specialisatie in methoden en technieken van onderzoek.
Janssen was tien jaar lang werkzaam als sociaal-wetenschappelijk onderzoeker. Om gezondheidsredenen moest zĳ in 2007 stoppen met haar baan als onderzoekster. Tijdens haar herstel begon ze te schrijven.
In eerste instantie schreef ze korte verhalen en columns. In 2011 verscheen haar eerste roman, Lang leve saai!, haar eerste jeugdboek (12+), verscheen augustus 2013 bij de Vlaams/Nederlandse uitgeverij Clavis. Lang leve familie! (2015), Lang leve chocola! (2017) en Lang leve lef! (2018) volgden. In 2019 verscheen Vette crisis, Janssens eerste jeugdboek.

## Privéleven
Janssen is getrouwd en heeft een dochter.
- Nederlandse Thesaurus van Auteursnamen: 35525137X
- Virtual International Authority File: 305805767